# God of War: Chains of Olympus
God of War: Chains of Olympus è un videogioco d'azione sviluppato dai Ready at Dawn Studios in esclusiva per Sony PlayStation Portable; è il terzo titolo della serie nonché prequel della stessa. È stato pubblicato il 4 marzo in Nord America, il 28 marzo in Europa e il 10 luglio in Giappone. Il 14 settembre 2011 è uscito God of War Collection II (God of War Origins Collection in USA) contenente Ghost of Sparta e Chains of Olympus rimasterizzati in alta definizione per Playstation 3 e con l'aggiunta di trofei e supporto per il 3D. Il gioco è disponibile sia in Blu-ray che tramite il servizio PSN.
Il videogioco è stato ben accolto dalla critica: su Metacritic ha totalizzato un punteggio di 91 su 100, basato su 79 recensioni. È il secondo progetto per PSP della Ready at Dawn.

## Trama
L'impavido generale spartano Kratos è un guerriero tormentato dai suoi incubi e ridotto a servo degli dèi: in tempi passati furono innumerevoli le sue conquiste, ma quando si ritrovò di fronte a un esercito di barbari così numerosi da decimare il suo esercito conobbe la sconfitta; a un passo dalla morte, Kratos non vide altra speranza che implorare l'aiuto di Ares, il dio della guerra, che in cambio della promessa di totale fedeltà gli donò le letali Lame del Caos e la capacità di trionfare su ogni nemico.
Con l'intento di creare il guerriero perfetto, Ares cercò in tutti i modi di accecare Kratos con un'irrefrenabile sete di sangue fino a portarlo con l'inganno a uccidere la sua stessa moglie e la sua unica figlia: perché nessuno potesse mai dimenticare le sue terribili azioni, una maledizione fece sì che la pelle di Kratos fosse ricoperta per sempre dalle ceneri delle due donne condannandolo ad avere un aspetto spettrale e ancor più sinistro. Logorato dai sensi di colpa, il Fantasma di Sparta cadde ancor di più sotto il giogo degli dèi dell'Olimpo i quali, con la promessa di liberarlo dai suoi dolorosi ricordi, gli chiesero fedeltà tale da renderlo schiavo dei loro capricci.
Dopo la sanguinosa battaglia di Attica contro gli invasori persiani e l'orribile Basilisco, lo Spartano vede il sole precipitare: informato da Atena, Kratos viene a sapere che in assenza della luce del sole le divinità hanno cominciato ad indebolirsi e Morfeo, il dio dei sogni, ha potuto prendere il sopravvento. Si reca quindi al tempio di Elio dove incontra Eos, la benevola dea dell'alba ormai ridotta allo stremo dalla scomparsa del fratello. La dea gli rivela che è stato il titano Atlante a rapire il Dio del sole. Dopo aver recuperato lo scudo di Elio, Kratos esce dal tempio sentendo una melodia già apparsa durante il suo viaggio che ricorda essere quella che suonava sua figlia, Calliope. Risvegliati i Destrieri del Fuoco, Kratos fu condotto nell'Ade, luogo in cui dovrebbe trovarsi il dio Sole. Raggiunto Caronte, il traghettatore di anime, questi attacca Kratos, indegno di trovarsi in quel luogo, lo sconfigge e lo incatena nel Tartaro; qui Kratos constata la mancanza di Atlante, uno dei Titani, gli antichi padroni del mondo.
Risalito attraverso l'Ade con non poche difficoltà, Kratos ingaggia nuovamente battaglia con Caronte e, grazie alle abilità maturate dall'ultimo scontro, riesce finalmente ad ucciderlo per proseguire il viaggio; raggiunge così il tempio di Persefone, dove vede il fantasma di sua figlia Calliope suonare il flauto: inseguendo la bambina, Kratos si addentra all'interno del tempio e raggiunge Persefone, che gli dice che dovrà purificarsi prima di entrare nei Campi Elisi, il luogo in cui vivono in pace le anime pure, e poter riabbracciare la figlia. Lo Spartano si libera quindi di tutta la sua malvagità e delle sue armi per poter finalmente ritrovarsi con l'amata figlia.
Nei Campi Elisi Persefone rende noto a Kratos il suo malvagio piano di vendetta nei confronti di Ade, che la teneva prigioniera, e di tutti gli Dèi, che non avevano mosso un dito per aiutarla: il progetto prevede la distruzione di tutta la Terra grazie alla demolizione, attraverso la luce di Elio, del pilastro che sorregge il pianeta. Senza la sua malvagità Kratos potrebbe rimanere con la figlia ma non potrà fermare Persefone e, se il pilastro venisse distrutto, scomparirebbero anche i Campi Elisi con tutte le anime che vi si trovano: compiendo un grande sacrificio, lo spartano abbandona la figlia e riacquista le sue armi, le sue capacità e la sua crudeltà.
Ingaggia così battaglia contro Persefone utilizzando il potere divino di Elio per indebolirla e colpendola infine con il Guanto di Zeus; lo scontro si conclude con la morte di Persefone e la vittoria dello Spartano, il quale, con l'aiuto del Guanto di Zeus, incatena Atlante al mondo e lo costringe a sorreggerlo per tutta l'eternità. Liberando Elio e i Destrieri del Fuoco, Kratos fugge dall'Ade ma, provato dalle continue battaglie e dalla permanenza dei suoi incubi, si getta dal carro di Elio per suicidarsi, ma prima di schiantarsi al suolo Atena ed Elio gli salvano la vita, lasciandolo privo di sensi sulla scogliera ove si trova il portale per l'Olimpo.

## Modalità di gioco
Il gioco possiede delle meccaniche di gioco simili alle iterazioni precedenti con un focus sui combattimenti basati sulle combo, realizzabili con le armi principali-Lame del Caos-e secondarie, ottenibili durante la campagna. Questo capitolo presenta ancora una volta i QTE, attraverso i quali portare a termine delle azioni, come risolvere enigmi oppure uccidere nemici più potenti e boss. Il videogiocatore può utilizzare fino a tre attacchi magici diversi come alternative agli attachi standard con le armi principali. Il gioco presenta anche elementi platforming ed enigmi da risolvere, e lo schema dei controlli è stato riadattato per poter essere usufruito al meglio sulla console portatile di casa Sony.

## Sviluppo
La Software House Ready at Dawn Studios discusse della realizzazione di un capitolo su PSP con Santa Monica Studios poco dopo la pubblicazione del primo capitolo nel 2005. Nel Febbraio 2007 Ready at Dawn postò un teaser "Prossimamente" utilizzando il font della serie di God of War. Un editor del blog americano 1UP ottenne una copia anticipata di God of War 2 e pubblicò il manuale d'istruzioni del gioco, aggiungendo un teaser di una pagina con scritto "PSP" con l'omega simbolo della saga, con la dicitura "Coming 2007". Il 12 Marzo 2007 fu pubblicato God of War II e il Game Director Cory Barlog confermò ufficialmente lo sviluppo di God of War: Chains of Olympus, affermando che la storia era una storia unica ma che collegava quelle dei capitoli principali, fino al terzo capitolo. Nell'aprile del 2007 venne pubblicato il trailer del videogioco.
God of War Chains of Olympus sfrutta un motore grafico proprietario della Software House, mantenendo inalterate le meccaniche principali della serie, quali la componente hack 'n slash e la telecamera fissa posta in alto e il sistema d'illuminazione è stato adattato in base alla capacità dell'hardware di PSP.

## Pubblicazione
La demo, intitolata ufficialmente God of War: Chains of Olympus – Special Edition: Battle of Attica, uscì il 27 settembre 2007. In essa, Kratos combatteva soldati persiani e un basilisco gigante. La demo era ambientata nella città di Attica e prevedeva che Kratos inseguisse il basilisco, fino a raggiungere il re persiano. Il disco includeva anche un video dello sviluppatore e un cordino a forma di lettera greca Omega. Dopo la pubblicazione della demo, una versione scaricabile venne stata resa disponibile tramite il PlayStation Store nelle regioni nordamericane ed europee.  A causa del ritardo del gioco, Ready at Dawn offrì una versione speciale della demo ai clienti che avevano effettuato il pre-ordine. Uno sviluppatore di Ready at Dawn avrebbe in seguito affermato che la preparazione della demo speciale aveva richiesto fino al 40% del tempo dedicato alla produzione.
L'uscita di God of War: Chains of Olympus era originariamente programmata per il quarto trimestre del 2007, ma il gioco venne poi reso disponibile il 4 marzo 2008 in Nord America, il 27 marzo in Australia, il 28 marzo in Europa e il 10 luglio in Giappone, dove fu pubblicato da Capcom. Il gioco risultò essere un successo commerciale, debuttando al numero 5 delle classifiche nordamericane con 340 500 copie vendute nel primo mese. Il gioco è stato ripubblicato in Europa il 17 ottobre 2008, come parte della Platinum Range di Sony e anche in Giappone e Nord America nell'aprile 2009 rispettivamente sotto le etichette Best Price di Capcom e Greatest Hits di Sony. È diventato disponibile per il download dal PlayStation Store il 30 settembre 2009 in Nord America, il 1 ottobre in Europa e l'11 novembre 2010 in Giappone. Sony ha poi pubblicato un pacchetto bundle in edizione limitata solo in Nord America il 3 giugno 2008. Il pacchetto includeva il gioco, un UMD del film Suxbad - Tre menti sopra il pelo del 2007, un buono per il titolo PSP Syphon Filter: Combat Ops e un'edizione rossa della console con impressa un'immagine del volto di Kratos sul retro.  A giugno 2012, Chains of Olympus ha venduto oltre 3,2 milioni di copie in tutto il mondo.
Insieme a God of War: Ghost of Sparta, il gioco è stato pubblicato per PlayStation 3 come parte della God of War Collection - Volume II il 13 settembre 2011 in Nord America, 16 settembre in Europa, 29 settembre in Australia e 6 ottobre in Giappone. La raccolta è un porting rimasterizzato di entrambi i giochi per PS3, con risoluzione ad alta definizione, 3D stereoscopico, grafica anti-alias a 60 fotogrammi al secondo, funzione di vibrazione DualShock 3 e trofei PlayStation 3. God of War Collection – Volume II e le versioni di prova complete dei suoi due giochi furono rese disponibili per il download dal PlayStation Store il 13 settembre 2011 in Nord America. A giugno 2012, la collezione aveva venduto 711 737 copie in tutto il mondo. Il 28 agosto 2012, God of War Collection, God of War III e  God of War Collection – Volume II sono usciti come parte di God of War Saga sotto la linea di PlayStation Collections di Sony per PlayStation 3 in Nord America.

## Accoglienza
| Testata                            | Giudizio |
| ---------------------------------- | -------- |
| GameRankings (media al 09-12-2019) | 91.44%   |
| Metacritic (media al 16-02-2023)   | 91/100   |
| 1UP.com                            | A        |
| Eurogamer                          | 8/10     |
| G4                                 | 5/5      |
| GamePro                            | 4.75/5   |
| GameSpot                           | 8.5/10   |
| GameTrailers                       | 9.3/10   |
| IGN                                | 9.4/10   |
| Modojo                             | 5/5      |
| Cheat Code Central                 | 4.6/5    |
| Play Generation                    | 94/100   |

La rivista italiana Play Generation lo ha posto al terzo posto tra i migliori giochi d'avventura del 2008, con un punteggio di 94/100, trovando come Kratos si fosse scatenato sulla console PSP con un'avventura così brillante da tutti i punti di vista da apparire indistinguibile dagli episodi per PS2. Il titolo ha goduto un ottimo successo, anche stando ai voti da parte della Metacritic e della GameRankings.

### Premi e riconoscimenti
Nel "IGN's Best of 2008 Awards", Chains of Olympus ha ricevuto i premi "Miglior Gioco d'Azione per PSP", "Miglior Tecnologia Grafica", e "Miglior Uso Sonoro". Nel "GameSpot's Best Games of 2008", ha ricevuto il premio "Readers' Choice". Diehard GameFAN lo ha premiato come "Miglior Gioco PSP" del 2008. Al Spike Video Game Awards del 2008, è stato nominato come "Miglior Gioco Portatile". Ha anche vinto il premio come "Gioco PSP dell'Anno" da parte della Metacritic. A settembre 2010 GamePro ha nominato God of War: Chains of Olympus come miglior gioco per PSP.

## Premi
L'anteprima del gioco vista all'E3 ha ricevuto diversi premi:
- IGN - PSP Best of E3 2007 Awards[39]
- GameSpot - E3 07 Editors' Choice Awards Platform[40]
- GameSpy - PSP Game of Show[41]